# Тищенко, Иван Александрович (футболист)
Ива́н Алекса́ндрович Ти́щенко (укр. Іван Олександрович Тищенко; 7 июля 1998, Черкассы) — украинский футболист, полузащитник клуба «Буковина».

## Биография
Родился в Черкассах. В ДЮФЛУ с 2010 по 20115 год выступал за СДЮСШОР (Черкассы) и РВУФК (Киев). Взрослую футбольную карьеру начал в 2016 году в составе «Зари-Черкасского Днепра-2», выступавшего в чемпионате Черкасской области. В сезоне 2016/17 годов выступал за полтавскую «Ворсклу» в юношеском чемпионате Украины. Сезон 2017/18 годов провел в молодежной команде «Александрии».
В середине июля 2018 свободным агентом перебрался в «Черкащину». На профессиональном уровне дебютировал за новую команду 22 июля 2018 в ничейном (0:0) выездном поединке 1-го тура группы «А» Второй лиги Украины против житомирского «Полесья». Иван вышел на поле в стартовом составе, а на 62-й минуте его заменил Вадим Тенжицкий. Первым голом за «Черкащину» отличился 27 августа 2018 на 84-й минуте ничейного (1:1) домашнего поединка 6-го тура группы «А» Второй лиги Украины против борщаговской «Чайки». Тищенко вышел на поле на 54-й минуте вместо Андрея Сторчоуса. В Первой лиге Украины дебютировал 3 августа 2019 в ничьем (2:2) поединке 2-го тура против киевской «Оболони». Иван вышел на поле на 63-й минуте вместо Максима Зеленевича. В команде провел два сезона, за это время в чемпионатах Украины сыграл 41 матч (4 гола) и 4 поединка в кубке Украины.
В конце февраля 2020 года усилил «ВПК-Агро». В футболке шевченковского клуба дебютировал 29 августа 2020 в победном (3:1) выездном поединке первого раунда кубка Украины против харьковского «Металла». Иван вышел на поле на 67-й минуте вместо Антона Кича. В Первой лиге Украины дебютировал за «ВПК-Агро» 5 сентября 2020 года в проигранном (2:3) выездном поединке 1-го тура против долинского «Альянса». Тищенко вышел на поле на 24-й минуте вместо Павла Милесина. Дебютным голом за «черкащан» отличился 16 сентября 2020 на 87-й минуте победного (4:2, пенальти) поединка второго раунда кубка Украины против кременчугского «Кременя». Иван вышел на поле на 46-й минуте вместо Ярослава Терехова, а на 81-й минуте получил желтую карточку. Единственным голом в Первой лиге за команду отличился 26 мая 2021 на 65-й минуте победного (2:1) выездного поединка 28-го тура против волочисского «Агробизнеса». Тищенко вышел на поле в стартовом составе, а на 73-й минуте его заменил Тимофей Сухарь. В сезоне 2020/21 годов сыграл 27 матчей (1 гол) в Первой лиге Украины и 4 матча (1 гол) в кубке Украины.
В начале февраля 2021 подписал контракт с «ЛНЗ». В футболке черкасского клуба дебютировал 25 июля 2021 в проигранном (1:2) выездном поединке 1-го тура группы «А» Второй лиги Украины против киевского «Левого берега». Иван вышел на поле в стартовом составе и отыграл весь матч. Первым голом за «ЛНЗ» отличился 13 ноября 2021 на 58-й минуте ничейного (1:1) домашнего поединка 18-го тура группы «А» Второй лиги Украины против «Эпицентра». Тищенко вышел на поле на 55-й минуте вместо Богдана Куксенко. Вместе с командой прошел путь от Второй лиги до УПЛ (в сезоне 2022/23 завоеваны бронзовые награды первой украинской лиги и право выступления в высшем дивизионе). В Премьер-лиге Украины дебютировал 5 августа 2023 года, выйдя на поле в стартовом составе в победном (3:0) выездном поединке 2-го тура против ФК «Минай». Иван отыграл 70 минут, после чего его заменил Денис Олейник. В течение сезона принял участие в 12 матчах национального чемпионата и один поединок сыграл в кубке Украины. В летнее межсезонье 2024 после трех проведенных сезонов завершил сотрудничество с черкасским клубом, за это время он отыграл 3122 минуты в 54 матчах во всех турнирах и отличился 13 забитыми голами.
В июле 2024 года подписал контракт с перволиговым футбольным клубом «Буковина».

## Достижения
«ЛНЗ»
- Бронзовый призёр Первой лиги Украины: 2022/23